# Раззакова, Муяссар Кодировна
Муяссар Кадыровна Раззакова (род. 29 февраля 1964, Элликалинский район, Республика Каракалпакстан) — оперная певица, исполняет партии колоратурным сопрано. Народная артистка Узбекистана (1998).

## Биография
Родилась в кишлаке Берунийского района Каракалпакии в многодетной семье председателя передового колхоза Кадыра Раззакова и заведующей детским садом Кумушой Раззаковой. 
В 1988 году окончила Ташкентскую государственную консерваторию по классу сольного пения и оперной подготовки. Сразу после окончания консерватории была зачислена солисткой в ГАБТ им. А. Навои. В 1989 году победила в республиканском конкурсе молодых оперных исполнителей в Ташкенте. В 1990 году стала лауреатом Международного конкурса в Латвии. 1992 год — лауреат Международного конкурса в Венгрии. В 1993 году было присвоено звание заслуженной артистки Узбекистана, в 1998 году — народной артистки Узбекистана, в 1999 году — «Народная артистка Каракалпакстана».
Исполняет партии на итальянском, немецком, французском, русском, узбекском языках.
Участвовала во многих концертах, конкурсах и фестивалях. Побывала с гастролями в США, Германии, Италии, Франции, России, Венгрии, Турции, Южной Корее, Египте.
Репертуар:
- Джузеппе Верди, партия Виолетты из оперы «Травиата»;
- Джузеппе Верди, партия Джильды из оперы «Риголетто»;
- Джузеппе Верди, партия Оскар из оперы «Бал-маскарад»;
- Гаэтано Доницетти, партия Лючии из оперы «Лючия де Ламмермур»;
- Джоаккино Россини, партия «Розины» из оперы «Севильский цирюльник»;
- Мухтар Ашрафи, партия Дилором из оперы «Дилором»;
- Сулейман Юдаков, партия Ойхон из оперы «Проделки Майсары»[1].

Концертные номера:
- Вальс Джульетты («Ромео и Джульетта» Шарль Гуно),
- Ария Нормы («Норма» Винченцо Беллини),
- Рондо («Директортеатра» Вольфганга Амадея Моцарта),
- Ария Эльвиры («Эрнани» Джузеппе Верди)[2].